# Julius Klaiber

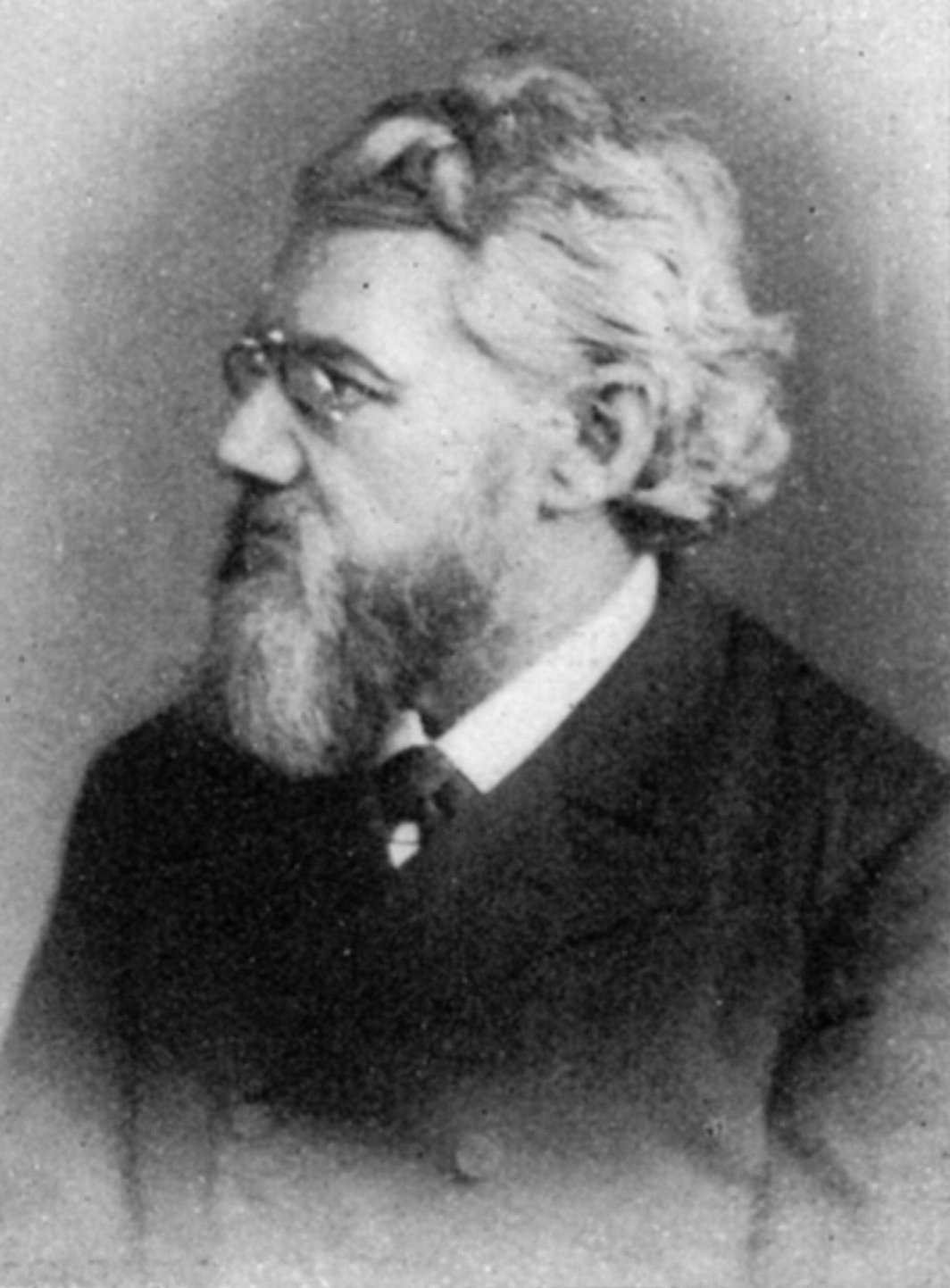
Julius Klaiber

Julius Klaiber (* 22. März 1834 in Schönthal; † 14. September 1892 in Steinach am Brenner) war ein deutscher Literaturwissenschaftler und Landeshistoriker.

## Leben
Klaibers Vater Ernst Wilhelm Klaiber war Professor am Theologischen Seminar in Schönthal. Seine Mutter Sofie war eine Schwester des Schriftstellers Wilhelm Hauff. Als Klaibers Vater 1841 starb, zog die Witwe mit den Kindern nach Stuttgart. Nach dem Landexamen besuchte Julius Klaiber von 1847 bis 1851 die oberen Klassen des Stuttgarter Gymnasiums. Anschließend war er im evangelischen Stift in Tübingen, wo er der Königsgesellschaft Roigel beitrat. Neben dem Studium der Theologie und dem ersten theologischen Examen pflegte er besonders die Weiterbildung in den Philologien, indem er noch ein Jahr im Stift verblieb, mehrere Studienreisen unternahm und mit einem Reisestipendium in Erlangen sein Studium beendete. 1858 wurde er Hauslehrer von Konstantin Sebastian von Neurath, dem Sohn des württembergischen Geheimrats-Präsidenten Constantin Franz von Neurath. 1860 legte Klaiber das zweite theologische Examen ab. Es folgten einige provisorische Anstellungen, bevor Klaiber 1865 Lehrer für Philologien am mittleren Gymnasium in Stuttgart wurde. Gleichzeitig war er zu dieser Zeit auch Lehrer des württembergischen Prinzen Wilhelm, des späteren Königs Wilhelm II. 1867 heiratete Klaiber Sofie Elsäßer, er unterrichtete daneben auch andere Personen des württembergischen Hofes privat, so z. B. die Herzogin Wera Konstantinowa.
Klaiber unterstützte von 1862 bis 1865 seinen Onkel Hermann Hauff bei der Redaktion des Morgenblatts für die gebildeten Stände, für das er auch selbst Artikel verfasste. Daneben hielt er öffentliche Vorträge zu Themen der deutschen Literatur und der Kulturgeschichte.
1881 wechselte Klaiber von der Schule in die Abteilung für Gelehrten- und Realschulen im württembergischen Kultministerium. 1887 wurde er Lehrer der Literatur und Ästhetik an der Technischen Hochschule Stuttgart.
Julius Klaiber starb auf einer Reise. Er wurde auf dem Pragfriedhof in Stuttgart beigesetzt. Am 24. März 1894 wurde ein von Adolf von Donndorf geschaffenes Grabdenkmal eingeweiht.

## Schriften (Auswahl)
- Worte am Grabe der Frau Charlotte v. Neurath, geb. v. Erath. Hasselbrink, Stuttgart 1864 (Digitalisat).
- Worte am Grabe des Herrn Ferdinand Elsässer, Doctor der Medicin und praktischer Arzt in Stuttgart. Buchdruckerei der Rieger´schen Verlagsbuchhandlung, Stuttgart 1865.
- Das Märchen und die kindliche Phantasie: Vortrag gehalten zum Besten des Invalidenfonds in Stuttgart. Liesching, Stuttgart 1866.
- Die Frauen der deutschen Heldensage: Vortrag. Grüninger, Stuttgart 1870.
- Stuttgart vor hundert Jahren: Vortrag. Grüninger, Stuttgart 1870.
- Der Unterricht in der ehemaligen Hohen Karlsschule in Stuttgart. Guttenberg, Stuttgart 1873.
- Ueber deutsche und schwäbische Zustände um die Mitte des vorigen Jahrhunderts : Vortrag gehalten im Saal Georgenäums zu Calw am 27. Dez. 1872. E. Müller, Stuttgart 1873.
- Der Unterricht in der ehemaligen Hohen Karlsschule in Stuttgart. Stuttgart 1873 (Programm des Königl. Realgymnasiums in Stuttgart; 1872/73).
- Worte am Grabe des Marcell Wilhelm Heigelin (1805–1874). Karl Hirn, Stuttgart 1874.
- Stuttgarter Schützenfeste im 16. Jahrhundert. Cotta, Stuttgart 1875.
- Eduard Mörike: Zwei Vorträge über ihn. Auerbach, Stuttgart 1876.
- Hölderlin, Hegel und Schelling in ihren schwäbischen Jugendjahren: eine Festschrift zur Jubelfeier der Universität Tübingen. Cotta, Stuttgart 1877 (Digitalisat).
- Wilhelm Hauff: ein Lebensbild des Dichters. Knapp, Stuttgart 1881.
- Hrsg.: Gedichte von Herzog Eugen Erdmann von Württemberg. Deutsche Verlagsanstalt, Stuttgart 1885.
- Der Krieg gegen Frankreich vom Jahr 1870–71: Anhang zum Lesebuch für die Lateinischen Realschulen Württembergs. Rupfer, Stuttgart ca. 1890.
- Das Tübinger Stift. In: Pfarrhaus. Bd. 9 (1893), S. 165f.